# 門瀬粗
門瀬 粗（かどせ あら、3月7日 - ）は、日本の男性漫画家。

## 来歴・人物
個人サークル「Popcorn Lamp」などでの同人活動を経て、2005年に『まんがタイムきららキャラット』で初連載の『とらぶるクリック!!』、『Felice』（フェリーチェ）を連載。

## 主な作品

### 漫画
- とらぶるクリック!!（まんがタイムきららキャラット、全4巻）
- Felice（まんがタイムきららキャラット、全2巻）
- これはゾンビですか? はい、テラ盛りおかわりです（月刊ドラゴンエイジ、全1巻（4コマ部分を担当））
- にゃんこ大戦争4コマ（ファミ通App、連載中（他作家と交代制で執筆））
- 俺のうつ嫁が、めんどかわいい。（カドコミ、連載中）

### CD
- テストに出るっ! 日本の歴史年表（DEARS）
- テストに出るっ! 世界の歴史年表（DEARS、全2巻）
- テストに出るっ! 世界の偉人物語（DEARS）